# Rapcore
Le rapcore (souvent nommé punk rap) est un sous-genre du rap rock mêlant chant et, de temps à autre, éléments instrumentaux du hip-hop avec le punk rock (souvent du punk hardcore),,,,.

## Histoire
Le rapcore se développe depuis le rap rock, un genre mêlant chants et éléments instrumentaux du hip-hop avec le rock,. Les Beastie Boys, auparavant un groupe de punk hardcore, se lancent dans le genre hip-hop. Leur premier album, Licensed to Ill, inspiré par le rock. Biohazard est considéré comme le groupe le plus important dans le développement du genre. Le groupe punk originaire de Huntington Beach Hed PE adopte une fusion de styles oscillant entre hip-hop, reggae et punk rock, punk hardcore et heavy metal. Bien qu'ils soit catégorisés dans le genre rapcore genre, ils s'autoproclament « G-punk »,. Kottonmouth Kings adoptent un style qu'ils qualifient de « punk rock hip-hop psychédélique. »
Les premiers groupes permettant au genre de se populariser auprès du grand public incluent Dog Eat Dog, 311, Bloodhound Gang, Limp Bizkit, et Suicidal Tendencies, ou encore Zebrahead à leurs débuts. Bien que la popularité de ces styles musicaux soit considérée comme déclinante, certains croient au regain de popularité du rapcore, grâce à de jeunes fans de musique découvrant le genre.